# Szydłowiec
Szydłowiec (udtale: [ʂɨˈdwɔvjɛt͡s]  ( hør) hebræisk: שידלוביץ, yiddish: שידלאָווצע; tysk: Schiedlowietz)  er en by der ligger i det østlige, centrale Polen, i den sydlige del af voivodskabet Masovien (Województwo mazowieckie) og har 10.959(2021) indbyggere og et areal på	21,93 km². Den er administrationsby i powiatet (amt) Szydłowiec.  Szydłowiec er en del af den historiske region Lillepolen.  

## Historie
Fra det 12. århundrede tilhørte omgivelserne i Szydłowiec den magtfulde ridderfamilie af Odrowąż, som nedstammede fra den mæhrisk-bøhmiske familie Baworowic.
I det 13. århundrede blev stedet for det nuværende slot besat af en højborg på en kunstig ø med træ- og jordforsvar og af en landsby kaldet Szydłowiec. Den nuværende by kom til i begyndelsen af 1400-tallet. Det var en privat by, administrativt beliggende i powiatet Radom  i Sandomierz Voivodeskab i Lillepolen i Kongeriget Polen indtil det 19. århundrede.
Byen blomstrede i det 16. og første halvdel af det 17. århundrede. Det var dengang et vigtigt centrum for handel og håndværk, hovedsageligt stenhuggeri baseret på udnyttelsen af den lokale sandsten, som var let at bearbejde. Denne sten blev brugt til at udskære arkitektoniske skulpturelle elementer og til at lave redskaber til landbruget. Det var også et byggemateriale til den lokale Sankt Sigismund Kirke, Slottet og rådhuset; desuden blev de sendt til Kielce, Kraków og Warszawa.